# Duarte de Meneses, 14.º vice-rei da Índia

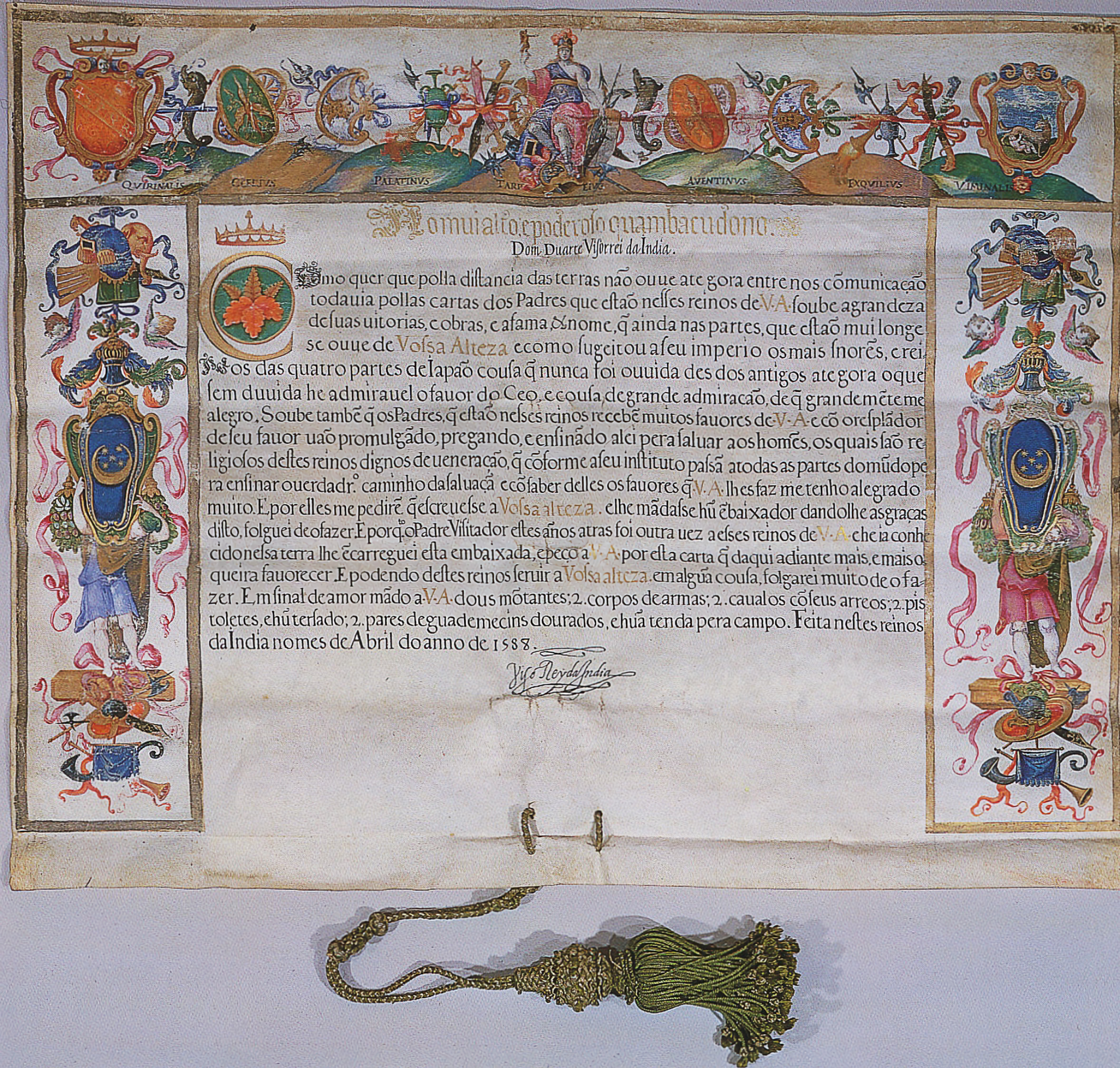
Carta do vice-rei Duarte de Meneses (ポルトガル 国 印度 副 王 信書, porutogaru kokuindo Fukuo shinsho) para o daimyo Toyotomi Hideyoshi, sobre supressão dos cristãos no Japão. Período Azuchi-Momoyama, Abril de 1588. Kyoto, Japão. Designada como Tesouro Nacional do Japão na categoria "documentos antigos".

Dom Duarte de Meneses (Tânger, 6 de dezembro de 1537 – Goa, 4 de maio de 1588) foi um nobre e militar português. Foi Capitão de Tânger e Capitão de Arzila; foi o 30.º governador da Índia e o 14.º vice-rei da Índia. Era neto de Duarte de Meneses, que também foi governador da Índia, entre 1522 e 1524.

## Capitão de Tânger
D. Duarte nasceu em Tânger duma família que governava a cidade quase por sucessão hereditária : o mais antigo sendo D. João de Meneses, 1.° Conde de Tarouca (que governou entre 1486 e 1489 & 1501-1508) ; os filhos deste, Duarte de Meneses, seu avô (1508-1521 e 1536-1539), e Henrique de Meneses (1521-1522) ; João de Meneses, o Púcaro, seu pai (1539-1546), e seus tios Pedro (1520-1550) e Fernando (1553). D. Duarte foi nomeado governador em 1574.
Sucedeu a D. António de Portugal, Prior do Crato, que voltou para Portugal.
Pouco depois atacou os mouros, fazendo muitos mortos e «mais de cento e cinquenta cativos, sem contar grande número de cavalos e outros despojos».

## D. Sebastião em Tânger
Diz D. Fernando de Menezes, que em previsão da sua Jornada, D. Sebastião «mandou chamar (...) a D. Duarte para tratar com ele o referente à África» (idem). Entretanto substitui-o Pedro da Silva, seu cunhado. Nesse mesmo ano Chegou D. Sebastião a visitar Tânger, com D. Duarte, tomando de novo o governo da Praça.
O rei «saía ao campo a caçar com toda a confiança como se estivera em Almeirim (...). Atemorizado ElRei de Fez com estes principios, reuniu tanta gente que cobria os campos ; pelejaram os nossos contra eles, servindo a presença do Rei de estimulo ao valor natural ; mas como era tão desigual o número, foi-lhes necessário valerse das defesas da cidade e arredores, que fizeram com a artilharia consideravel dano aos mouros. Assistia ElRei desde a torre mais alta do Castelo, donde via a batalha e a retirada dos mouros pelo prejuizo que recebia. Alegrou-se muito com o éxito, querendo a fortuna lisonjeá-lo em estes começos para empenhá-lo depois em maiores ruinas.»
Voltou então o rei para Portugal, sempre acompanhado de D. Duarte.

## Arzila
Pedro da Silva ficou governando a praça. Mas D. Duarte voltou pouco depois. Em 1576, Cid-Abdelcherim,  filho de Bentude, «senhor de Alcacere-quibir, Arzila, larache, Taleg, Carife, Agéra, e outros muitso lugares e comarcãos», por morte de seu pai, «lhe succedeo no estado e auctoridade e esforço (...). E como foi sempre leal vasallo do Xarife Mulei Hamete, por o ter jurado rei, (...) estando em Alcacere-quibir,tendo posto seu irmão Cid-Hazus por capitão de Arzila, e temendo Mulei Maluco o prendesse ou matasse, se recolheo secretamente, com as mulheres, filhos e fazenda, a Arzila, onde o irmão estava, e não se dando por seguro na fortaleza, querendo-se encomendar ao emparo de elreide Portugal, escreveo a dom Duarte de Menezes (...) que em hum dia certo viesse, e lhe entregaria Arzila. Dom Duarte de Menezes, que não desprezou a ocasião, com toda a pressa fez cinco navios prestes, com a gente necessaria, e chegou a Arzila no dia e hora aprazados, a quem Cid-Abdelcherim abrio pacificamente as portas ; e os portugueses entrárão sem resistencia».
O rei D. Sebastião prevenido «estremadamente se alegrou».
«Passou esta entrega d'Arzila no anno de 1577(...). D. Duarte de Menêzes, como tomou posse de Arzila, não se sahio delle, até não ter recado de elrei ; mas porque Tangere ficava sem capitão na absencia de dom Duarte, ficando lá sua mulher e filhos, mandou elrei a Pero da Silva por capitão a Tangere, por ser cunhado de Dom Duarte e irmão de Dona Leanor da Silva, sua mulher

## Alcácer Quibir
Quando D. Sebastião voltou a Marrocos, em 1578, foi para a infortunada expedição que acabou com sua morte. Mais uma vez vinha acompanhado de D. Duarte, mas «governando-se só por sua opinião, resolveu a batalha, sem valer para nada as indicações de D. Duarte, a quem encarregou o governo do Exército. Disse-lhe D. Duarte, que já que queria pelejar, lhe desse licença para atacar de noite aos mouros em seus alojamentos, pois que a experiência, que de eles tinha, o assegurava a vitória, sem muito derramento de sangue».
O rei não quis aceitar, e foi de dia, em 4 de Agosto de 1578, que formou o exército e passou o rio, começando a batalha que acabou desastrosamente.

## Prisioneiro

### O corpo do rei
D. Duarte ficou prisioneiro em Alcácer Quibir. Quando o corpo do rei lhe foi apresentado, a ele e aos outros fidalgos cativos, reconheceram-no.
Fizeram um conselho dos fidalgos cativos «& assentarão que se devião resgatar todos juntos, assi por ficar o preço mais favoravel, como por atalhar o dano que resultaria do muito que por si prometessem alguns mal sofridos impossibilitando-os mais.»
«Depois desta resolução pareceo bem aos do conselho, a quem os mais avião dado sua authoridade que se devia pedir ao Xarife, mandasse pôr em guarda do corpo del Rey algum fidalgo, assi por authoridade, como por não acontecer ficar de maneira que se pudesse outro pôr em seu lugar, dando-se daqui occasião, a nunca se ter aquelle por verdadeiro, tornou dom Duarte com isto ao Xarife, o qual o concedeo muy facilmente, & foy ordenado que Belchior do Amaral fosse acompanhar o corpo, & dar-lhe sepultura. Partio Belchior do Amaral pera Alcaçar, & nas logeas das casas de Abraen Sufiane Alcayde da mesma villa lhe fez a sepultura, ajudado de hum Tudesco, onde no caixão em que vinha foy enterrado, cuberto de cal & area, & de infinitas lagrimas, pondo-lhe alguns sinaes de pedras & tijolos, pera se conhecer a todo o tempo.»

## Algarve
Quando, resgatado, regressou a Portugal, foi nomeado pelos cinco governadores do Reino, capitão-geral do Algarve, por carta de 24 de Março de 1580. Devido ao seu grande prestígio nobiliárquico, político e militar, foi nomeado vice-rei da Índia por carta de 18 de Fevereiro de 1584, tendo Filipe I atribuído a D. Duarte de Menezes, o título de conde de Tarouca, com que deveria partir para a Índia, mas que este rejeitou por não lhe ser atribuído de juro e herdade. 

## Vice-rei da Índia
D. Duarte partiu de Lisboa a 10 de Abril de 1584, aportando em Cochim a 25 de Outubro.
Pouco depois da sua chegada decidiu a polémica nomeação do seu tio, Rui Gonçalves da Câmara, para fundar a fortaleza de Panane, com base nos acordos firmados no vice-reinado anterior, por D. Gil Eanes Mascarenhas, com o Samorim de Calicute, e de o colocar no comando de uma esquadra enviada ao Estreito, encarregada de destruir uma alegada armada turca que estava ser preparada para atacar os Portugueses.
Esse mesmo ano mandou, por ordem régia, submeter Solor, praça construída e guarnecida por frades, à jurisdição da Coroa e elevou Macau ao estatuto de cidade, aprovando a constituição do Senado da cidade. 
Nas naus que partiam da Índia para o Reino durante o ano de 1586, seguia a bordo o arcebispo de Goa, frei Vicente, que se tinha demitido do seu cargo, por várias desinteligências com o vice-rei e oficiais da Coroa, estando em causa conflitos jurisdicionais de poder. Morreu na viagem, algures envenenado. Diz [[manuel de Faria e Sousa : « deixava seu arcebispado, por não poder sofrer  Vice-Reis, e Ministros ; nem mesmo os próprios Eclesiasticos. Vinha (dizia ele) informar o Rei, e o sumo Pontífice. Com sua morte morreram as culpas»...
Em Abril de 1588, pouco antes da sua morte, enviou uma carta ao Daimiô Toyotomi Hideyoshi, unificador do Japão («suas vitorias, e obras, e fama, & nome, que ainda nas partes, que estão mui longe se ouve de Vossa Alteza e como sugeitou a seu império os mais senhores e reinos das quatro partes de Japão cousa que nunca foi ouvida desde os antigos até gora»), agredecendo-lhe de proteger os padres («Soube também que os Padres, que estão nesses reinos recebem muitos favores de V. A. e com o resplandor de seu favor vão promulgando, pregando, e ensinando a lei para salvar aos homens») e enviando-lhe um embaixador, a pedido dos jesuitas («por elles me pedirem que escrevesse a Vossa alteza e lhe mandasse um embaixador dandolhe as graças disto, folguei de o fazer. E porquanto o Padre Visitador estes anos atras foi outra vez a esses reinos de V. A. e eh ai conhecido nessa terra lhe encarreguei esta embaixada, e peço a V. A. por esta carta que daqui adiante mais, e mais o queira favorecer»), com presentes («dous montantes; 2 corpos de armas; 2 cavalos com seus arreos; 2 pistoletes e hum tersado; 2 pares de guademecins dourados, e hua tenda pera campo»). No Japão a situação estava longe do que indica a carta. O Daimiô, tinha interdito aos Senhores japoneses de se converterem ao cristianismo, receando que estes se tornem em uma força contraria aos seus projetos, e se deixava os padres mais ou menos libres era porque o comércio com Portugal e Espanha era-lhe indispensável...
Morreu em 4 de maio de 1588, logo depois de têr celebrado em presença de Manuel de Sousa Coutinho, a vitória deste que tinha quebrado o cerco de Colombo por Rajú, rei de Ceitavaca: abertas as vias da sucessão, nas quais primeiramente surgiu o nome de Matias de Albuquerque, então estante no Reino,  na segunda via de sucessão apareceu Manuel de Sousa Coutinho  indigitado governador da Índia.

## Casamento e descendência
D. Duarte tinha casado com D. Leonor da Silva, filha de Diogo da Silva, da Casa de Vagos, embaixador ao Concílio de Trento,  e de D. Antónia de Vilhena (filha do 2.° Barão de Alvito, D. Diogo Lobo da Silveira), de quem teve:
- D. João, morto sem descendência. Era o mais velho, e «morreu na batalha com ElRey D. Sebastião, estando naquelle tempo vencendo huma Comenda em Tangere, em companhia de seu pai, que era Capitão, e Governador daquella cidade[11]» ;
- D. Luís de Meneses, 2.º Conde de Tarouca ;
- D. António de Meneses, Comendador do Sardoal, Governador de Malaca, morto na Índia sem posteridade ;
- Dona Maria de Vilhena (c. 1570), que casou com D. Francisco da Gama, 4.º Conde da Vidigueira ;
- Dona Luísa  e D. Antónia de Meneses, freiras em Santa Clara, Santarém.
- Dona Francisca, religiosa na Anunciada de Lisboa